# Titularbistum Lampsacus
Lampsacus ist ein Titularbistum der römisch-katholischen Kirche. 
Es geht zurück auf einen untergegangenen Bischofssitz in der antiken Stadt Lampsakos im Nordwesten Kleinasiens in der heutigen Türkei. 
| Titularbischöfe von Lampsacus |                                          |                                                  |                    |                 |
| Nr.                           | Name                                     | Amt                                              | von                | bis             |
| 1                             | Johannes Bartholomäus Kobolt von Tambach | Weihbischof in Passau (Deutschland)              | 14. Dezember 1637  | 5. Februar 1645 |
| 2                             | Ulrich Grappler von Trappenburg          | Weihbischof in Passau (Deutschland)              | 23. April 1646     | 9. Januar 1658  |
| 3                             | Martin Geiger                            | Weihbischof in Passau (Deutschland)              | 6. Mai 1668        | 2. Juli 1669    |
| 4                             | Jodok Brendt                             | emeritierter Weihbischof in Passau (Deutschland) | 19. Mai 1670       | 1682            |
| 5                             | Giorgio Stassi                           |                                                  | 1785               | † 1801          |
| 6                             | Giuseppe Guzzetta                        |                                                  | 29. März 1802      | 1813            |
| 7                             | Francesco Chiarchiaro                    |                                                  | 23. September 1816 | 1834            |
| 8                             | Giuseppe Crispi                          |                                                  | 20. Dezember 1836  | 1859            |
| 9                             | Giuseppe Candido                         | Koadjutorbischof von Nicastro (Italien)          | 18. November 1881  | 1. Juni 1888    |
| 10                            | Raffaele Bianchi                         | emeritierter Bischof von Chiusi-Pienza (Italien) | 30. Dezember 1889  |                 |
| 11                            | Giulio Serafini                          | em. Bischof von Pescia (Italien)                 | 16. Dezember 1907  | 30. Juni 1930   |
| 12                            | Francois Lui-Chiu-wen                    | Apostolischer Vikar von Fenyang (Republik China) | 23. Juli 1930      | 11. April 1946  |
| 13                            | Aurelio Marena                           | Weihbischof in Neapel (Italien)                  | 25. August 1946    | 16. Mai 1950    |
| 14                            | David Friedrich Cunningham               | Weihbischof in Syracuse (USA)                    | 5. April 1950      | 4. August 1970  |